# Флетт, Джек
Джек Флетт (англ. Jack Flett; 19 ноября 1871, Килдонан — 13 декабря 1932, Ванкувер) — канадский игрок в лакросс, чемпион летних Олимпийских игр 1904. Его младшие братья Род и Магнус были известными хоккеистами, обладателями Кубка Стэнли в составе клуба «Виннипег Викториас».
Считался лучшим защитником в Виннипеге. На Играх 1904 в Сент-Луисе Флетт входил в состав первой сборной Канады. Его команда выиграла у команды США и сразу же заняла первое место, выиграв золотые медали.
Работал в правительстве Британской Колумбии.
Похоронен на кладбище Ванкувера. Включён в Зал спортивной славы Манитобы (2004) и Зал славы лакросса Манитобы (2001) как член команды «Виннипег Шэмрокс».